# Poltimore (Québec)
Pour les articles homonymes, voir Poltimore.
Poltimore est un village de la municipalité de Val-des-Monts, au Québec (Canada), située dans la région de l'Outaouais.
Autrefois le centre institutionnel et économique de la municipalité de canton de Portland-Ouest, le village est intégré à Val-des-Monts lors de la fusion des municipalités de Perkins, Portland-Ouest et Wakefield-Partie-Est.

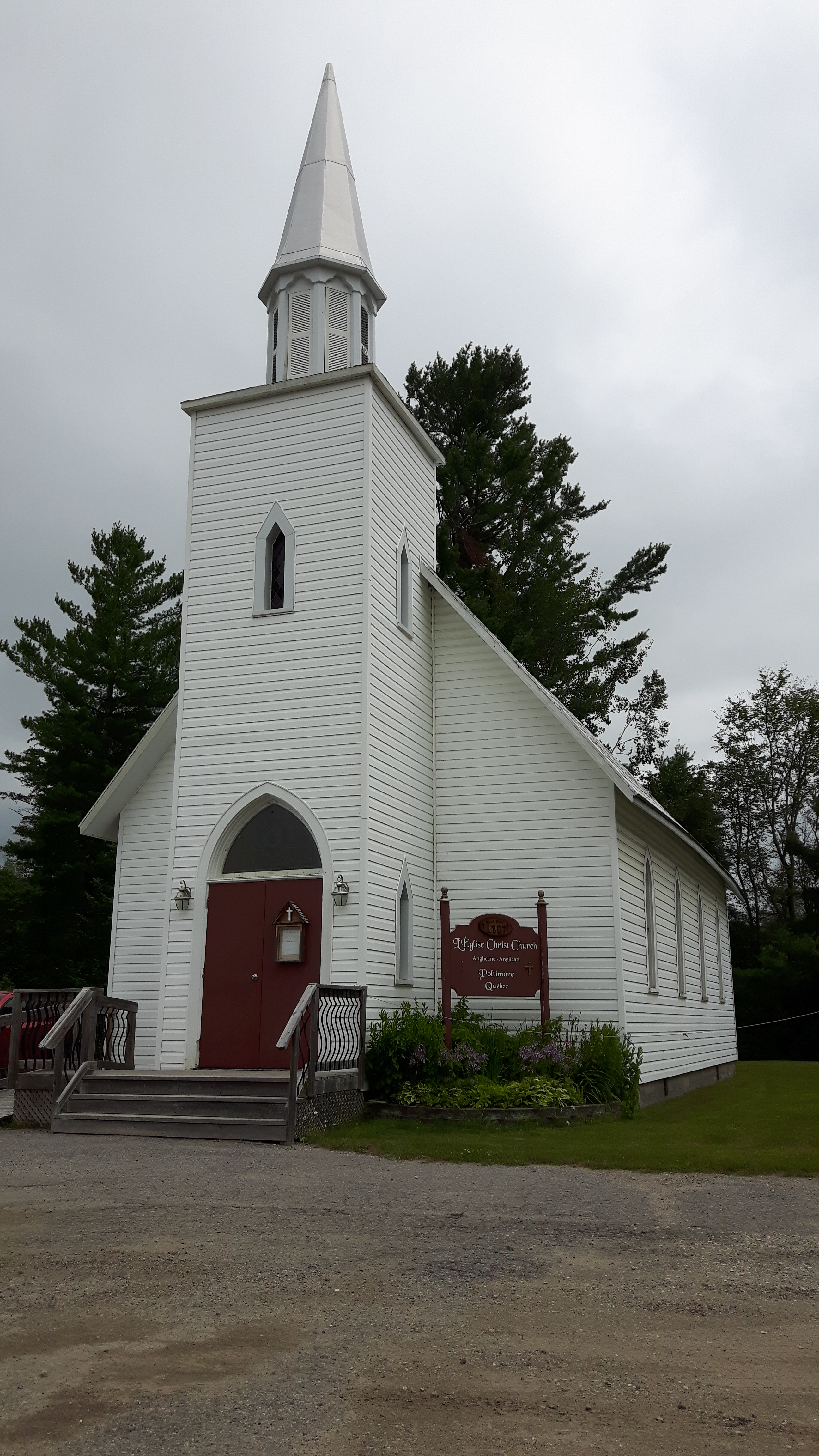
Église anglicane.